# Oaks (Oklahoma)
Oaks – miasto w Stanach Zjednoczonych, w stanie Oklahoma, w hrabstwie Cherokee.